# 安北站
安北站位于甘肃省酒泉市瓜州县，建于1956年，是兰新铁路的一个车站。距离兰州站996公里，距上行车站柳沟站25公里，距下行车站石板墩站24公里。该站隶属乌鲁木齐铁路局。兰局与乌局在柳沟-安北车站间K985+500处分界。

## 业务范围
- 客运：办理旅客乘降;行李、包裹托运;
- 货运：办理整车货物发到